# Hipposauroides
Hipposauroides es un género extinto de terápsido biarmosuquio de finales del Pérmico de Sudáfrica.